# De Diamanten van de Gravin
De Diamanten van de Gravin (Spaans: Los Diamantes de la Gran Duquesa) is een stripalbum uit de reeks Paling en Ko van tekenaar Francisco Ibáñez. De oorspronkelijke versie werd in 1972 uitgebracht als #20 in de Ases del Humor-reeks na voorpublicatie in het stripblad Mortadelo (zoals de lange kale helft van het tweetal in het Spaans heet) van juli tot oktober 1972. In 1976 werd het album in het Nederlands uitgebracht als #17.

## Naamsverwarring
Als gevolg van een jarenlange naamsverwarring wordt de kale meestervermommer hier Ko genoemd en de korte met de twee haren (door zijn collega steevast met chef en u aangesproken) Paling.

## Verhaal
Paling en Ko worden met de opdracht belast om de diamanten van Gravin van Bol tot Boven te bewaken tijdens haar bezoek aan de stad. Ondanks alle voorzorgsmaatregelen worden de tien diamanten gestolen door Eddy de Ekster die ze op verschillende plekken binnen en buiten de stad verstopt;
- een flatgebouw
- een verlaten bouwplaats
- de bodem van de haven
- een straatboom
- een schoonheidssalon
- het stadsriool
- het onderkomen van de Grollenclub
- een boerderij
- het park
- de flat van Mike Gauwdief

In elk van deze hoofdstukken krijgen de twee agenten een verrassingsbezoek van hun baas, de Superintendant, die (een van) hen fysiek afstraft omdat ze hem belachelijk maken waar hij bijstaat. Meestal eindigt het ermee dat de rollen worden omgedraaid vanwege een misplaatste opmerking. Na afloop van de missie brengen Paling en Ko de tas met de diamanten terug naar de Gravin. De kale, vermomd als zeehond, speelt met de tas die vervolgens op het pad van een stoomwals terechtkomt en geplet wordt. Naar goed gebruik verstoppen Paling en Ko zich (in een wolkkostuum) terwijl de Super ze zoekt met grof geschut; in opdracht van de Gravin die het touw waaraan hij in de lucht bungelt dreigt door te snijden als hij zijn agenten niet vindt.

## Tekenfilmbewerking
In de jaren 90 werd De Diamanten van de Gravin bewerkt tot tekenfilmaflevering. Verschillen met het oorspronkelijke verhaal waren het aantal diamanten die werden gezocht (zeven) en de aanwezigheid van secretaresse Ofelia (die pas in 1978 werd geïntroduceerd) in het fragment waar de agenten de afwezigheid van Super vierden. RTL zond de Nederlandse versie in 1999-2000 uit, en ook hier was er sprake van een naamsverwarring.